# Neutrino do múon
O neutrino do múon (português brasileiro) ou neutrino do muão (português europeu) é o segundo de um grupo de três neutrinos. Ele forma, junto com o múon, a segunda geração física de léptons, dai seu nome neutrino do múon. Ele foi inicialmente teorizado na década de 1940 por diversos físicos e foi descoberto em 1962 por Leon Lederman, Melvin Schwartz e Jack Steinberger. A descoberta foi premiada com o Prêmio Nobel de Física de 1988.

## Leitura recomendada
- Leon M. Lederman (1988). «Observations in Particle Physics from Two Neutrinos to the Standard Model» (PDF). Nobel Lectures. Fundação Nobel
- Melvin Schwartz (1988). «The First High Energy Neutrino Experiment» (PDF). Nobel Lectures. Fundação Nobel
- Jack Steinberger (1988). «Experiments with High-Energy Neutrino Beams» (PDF). Nobel Lectures. Fundação Nobel